# Karl I av Liechtenstein
Karl I, född 1569, död den 12 februari 1627, var den förste fursten av huset Liechtenstein. Han förlänades borgen Liechtenstein vid Möding i Niederösterreich av Mattias av Habsburg efter att ha stött denne i en konflikt med Mattias bror, den tysk-romerske kejsaren Rudolf II.
Karl I blev 1608 riksfurste i Tysk-romerska riket.